# Rassim al-Jumaili
Rasim Al-Jumaily (راسم الجميلي) (1938  –  1 de diciembre de 2007) fue un popular cómico y actor iraquí. Fue conocido por su papel de Abu Ghanim en la década de los 60 en el popular programa de televisión Tahit Moos Al-Hallaq.
Nació en 1938 en una barriada pobre de Baghdad, Irak. Estudió y se graduó en el Colegio de Bellas Artes de Baghdad en 1964. Al-Jumaili se alistó al ejército iraquí donde acabó como oficial. Se convirtió en un miembro activo del teatro militar mientras estaba en servicio. Su primera oportunidad en la industria del entretenimiento iraquí fue al actuar en producciones teatrales en Bagdad a principios de los años 1980.
Al-Jumaili y su familia huyeron a Siria después de la invasión de Irak de 2003, uniéndose a las docenas de otros actores y comediantes iraquíes que también huyeron de la violencia que azotaba Irak en los años posteriores a la invasión. El último papel de Al-Jumaili fue en la serie "The Leader", que se centró en el sufrimiento diario de los iraquíes comunes. Al-Jumaili interpretó a un dictador sarcástico en la obra, que se cree que es una parodia de la administración iraquí posterior a Saddam Hussein. Fue ampliamente vista durante el mes de Ramadán en 2007.
Rassim al-Jumaili murió de una infección de sangre causada por insuficiencia renal en el Hospital Younes en el barrio Al-Hajar Al-Asswad, a 10 km al sur de Damasco, el 1 de diciembre de 2007, a la edad de 69 años. Su muerte fue anunciada en Sharqiyah, la estación de televisión por satélite de Irak. El Presidente de Irak en el momento de la muerte de al-Jumaili, Jalal Talabani, habría dicho que pagaría de su propio bolsillo para que el cuerpo de al-Jumaili fuera extraditado de Siria para ser enterrado en Bagdad. Talabani calificó a al-Jumaili como "uno de los íconos del arte iraquí durante casi medio siglo, [quien] ejerció una profunda influencia a través de sus obras en televisión, teatro y cine".
Yahya al-Jaberi, director del Sindicato de Artistas Iraquíes con sede en Damasco, dijo sobre al-Jumaili: "Su muerte es una gran pérdida para Irak y el teatro iraquí". Describió a al-Jumaili y su obra como parte de la tradición cultural iraquí.